# Músculo pubocoxígeo
El músculo pubocoxígeo ([TA]: musculus pubococcygeus), situado en el suelo de la pelvis, forma junto con los haces ileocoxígeo y puborrectales el músculo elevador del ano.

## Importancia
Los ejercicios de contracción del músculo pubocoxígeo o ejercicios de Kegel ayudan a fortalecer este músculo y ayudan a prevenir la incontinencia urinaria y, en los varones, la eyaculación precoz.
Como el músculo pubocoxígeo envuelve la vagina, el ejercicio y entrenamiento también permiten obtener beneficios sexuales.
El pubocoxígeo se contrae voluntariamente. Una mujer u hombre puede reconocer su músculo pubocoxígeo al intentar interrumpir el flujo de la orina.